# Проезд Завода Серп и Молот
Прое́зд Заво́да Серп и Мо́лот (до 20 октября 1983 года — проекти́руемый прое́зд № 434 либо Второ́й Проло́мный прое́зд) — проезд в Юго-Восточном административном округе города Москвы на территории района Лефортово.

## История
Проезд получил современное название в честь 100-летия основания завода «Серп и Молот». До 20 октября 1983 года назывался проекти́руемый прое́зд № 434 либо Второ́й Проло́мный прое́зд по прилеганию к площади Проломная Застава, в свою очередь получившей название по проломным воротам Камер-Коллежского вала.

## Расположение
Проезд Завода Серп и Молот проходит от улицы Золоторожский Вал и 1-го Краснокурсантского проезда на юго-восток, с северо-востока к проезду примыкают улица Лефортовский Вал и Красноказарменный проезд, проезд проходит далее до шоссе Энтузиастов. У северо-западного конца проезда организована транспортная развязка с Третьим транспортным кольцом (южный конец Лефортовского тоннеля). Нумерация домов начинается от улицы Золоторожский Вал и 1-го Краснокурсантского проезда.

## Примечательные здания и сооружения
По нечётной стороне:
- д. 1 — автокомбинат № 3.

По чётной стороне:
- д. 10 — бизнес-центр «Интеграл», управа района Лефортово, муниципалитет Лефортово.

## Транспорт

### Наземный транспорт
- 730: от Красноказарменного проезда до улицы Лефортовский Вал.
- 805: от шоссе Энтузиастов до улицы Лефортовский Вал.
- 859: от шоссе Энтузиастов до улицы Лефортовский Вал.
- 987: от Красноказарменного проезда до площади Проломная Застава.

### Метро
- Станция метро «Авиамоторная» Калининской линии и станция метро «Авиамоторная» Большой кольцевой линии — восточнее проезда, на пересечении шоссе Энтузиастов и Авиамоторной улицы.
- Станции метро «Площадь Ильича» Калининской линии и станция метро «Римская» Люблинско-Дмитровской линии — западнее проезда, на площади Рогожская Застава.

### Железнодорожный транспорт
- Платформа «Серп и Молот» Горьковского направления МЖД — западнее проезда, на пересечении Среднего Золоторожского переулка и улицы Золоторожский Вал.